# Royal Family
Royal Family (로열패밀?, Ro-yeol paemilliLR) è una serie televisiva sudcoreana trasmessa su MBC dal 2 marzo al 28 aprile 2011.

## Trama
Dopo essersi sposata in una famiglia ricca e influente, la vita di Kim In-sook è diventata un inferno vivente. Disprezzata dai suoceri che la considerano un'intrusa a caccia di denaro, viene ignorata e trattata come se fosse un'ombra per diciotto anni. Quando suo marito muore in un incidente con l'elicottero e la suocera le sottrae la custodia del figlio, In-sook decide di averne avuto abbastanza ed elabora un piano per conquistare l'azienda di famiglia: al suo fianco c'è Han Ji-hoon, il nuovo avvocato della famiglia e sua vecchia conoscenza. I due iniziano un pericoloso doppio gioco durante il quale si innamorano.

## Personaggi
- Kim In-sook, interpretata da Yum Jung-ah
- Han Ji-hoon, interpretato da Ji Sung
- Gong Soon-ho, interpretata da Kim Young-ae
- Jo Hyun-jin, interpretata da Cha Ye-ryun
- Uhm Ki-do, interpretato da Jeon No-min
- Im Yoon-seo, interpretata da Jeon Mi-seon
- Yang Ki-jung, interpretata da Seo Yoo-jung
- Jo Dong-jin, interpretato da Ahn Nae-sang
- Jo Dong-ho, interpretato da Kim Young-pil
- Jo Dong-min, interpretato da Kim Jung-hak
- Kim Tae-hyuk, interpretato da Dokgo Young-jae
- Jo Byung-joon, interpretato da Shin Dong-ho
- Kang Choong-ki, interpretato da Ki Tae-young
- Kang Il-shik, interpretato da Lee Ki-young
- James Dean, interpretato da Jo Sang-ki
- Kkak-chi, interpretato da Ryu Dam
- Seo Soon-ae, interpretata da Kim Hye-ok
- Park Min-kyung, interpretata da Lee Chae-young

## Ascolti
| Episodio | Data di trasmissione | Dati TNMS           | Dati TNMS                  |
| Episodio | Data di trasmissione | A livello nazionale | Area metropolitana di Seul |
| -------- | -------------------- | ------------------- | -------------------------- |
| 1        | 2 marzo 2011         | 5,8%                | 8,6%                       |
| 2        | 3 marzo 2011         | 5,6%                | 8,1%                       |
| 3        | 9 marzo 2011         | 7,4%                | 9,3%                       |
| 4        | 10 marzo 2011        | 6,0%                | 8,5%                       |
| 5        | 16 marzo 2011        | 10,6%               | 13,8%                      |
| 6        | 17 marzo 2011        | 11,4%               | 14,4%                      |
| 7        | 23 marzo 2011        | 12,1%               | 15,7%                      |
| 8        | 24 marzo 2011        | 11,9%               | 15,6%                      |
| 9        | 30 marzo 2011        | 11,1%               | 12,8%                      |
| 10       | 31 marzo 2011        | 11,1%               | 13,8%                      |
| 11       | 6 aprile 2011        | 9,7%                | 11,9%                      |
| 12       | 7 aprile 2011        | 10,1%               | 12,1%                      |
| 13       | 13 aprile 2011       | 9,0%                | 10,6%                      |
| 14       | 14 aprile 2011       | 9,5%                | 11,9%                      |
| 15       | 20 aprile 2011       | 10,0%               | 12,8%                      |
| 16       | 21 aprile 2011       | 10,3%               | 13,2%                      |
| 17       | 27 aprile 2011       | 10,4%               | 13,3%                      |
| 18       | 28 aprile 2011       | 10,8%               | 13,9%                      |
| Media    | Media                | 9,6%                | -                          |

## Colonna sonora
CD 1
1. Don't Cry – Kan Jong-wook
2. If You Turn Back Time (시간을 되돌린다면) – Im Jung-hee
3. Gone Like the Wind (지나간 바람처럼) – Kan Jong-wook
4. Tears (눈물) – Jang Hye-jin
5. That Means (그 말) – Jung Jae-wook
6. Shower (소나기) – No Jung-in
7. Way (길) – Lee Yoon-chan dei The Deep Song
8. If You Turn Back Time (Piano ver.) (시간을 되돌린다면 (Piano ver.)) – Im Jung-hee
9. Don't Cry (Ver. 2) – Kan Jong-wook
10. Gone Like the Wind (Inst.) (지나간 바람처럼 (Inst.))
11. That Means (Inst.) (그 말 (Inst.))
12. Don't Cry (Inst.)

CD 2
1. Royal Family
2. Waiting For an Opportunity
3. Against Destiny
4. Ji-hoon and K
5. City of Mist
6. Protect Her
7. K, In-sook and Mari
8. Angel
9. Good and Evil
10. The Big Organization
11. In the Moment of Crisis
12. Incompetent
13. Truth of the Angel
14. Tangled
15. A Thrilling Experience
16. Disguise
17. The Critical Moments
18. Their Cold-Blooded Ambition
19. JK
20. The Butler Who Knows Everything
21. Beyond the Sadness
22. The Last Man I Want to See
23. Mari's Destiny
24. Dark Signs

## Riconoscimenti
| Anno | Premio             | Categoria                                                | Ricevente             | Risultato       |
| ---- | ------------------ | -------------------------------------------------------- | --------------------- | --------------- |
| 2011 | Korea Drama Awards | Miglior regista di produzione                            | Kim Do-hoon           | Candidato/a     |
| 2011 | Korea Drama Awards | Miglior attrice                                          | Yum Jung-ah           | Vincitore/trice |
| 2011 | MBC Drama Awards   | Drama dell'anno                                          | Royal Family          | Candidato/a     |
| 2011 | MBC Drama Awards   | Premio alla massima eccellenza, attore in una miniserie  | Ji Sung               | Candidato/a     |
| 2011 | MBC Drama Awards   | Premio alla massima eccellenza, attrice in una miniserie | Yum Jung-ah           | Candidato/a     |
| 2011 | MBC Drama Awards   | Miglior nuova attrice in una miniserie                   | Cha Ye-ryun           | Candidato/a     |
| 2011 | MBC Drama Awards   | Premio speciale alla recitazione                         | Kim Young-ae          | Vincitore/trice |
| 2011 | MBC Drama Awards   | Premio popolarità, attore                                | Ji Sung               | Candidato/a     |
| 2011 | MBC Drama Awards   | Premio miglior coppia                                    | Ji Sung e Yum Jung-ah | Candidato/a     |